# Kuzma (Rennwagen)

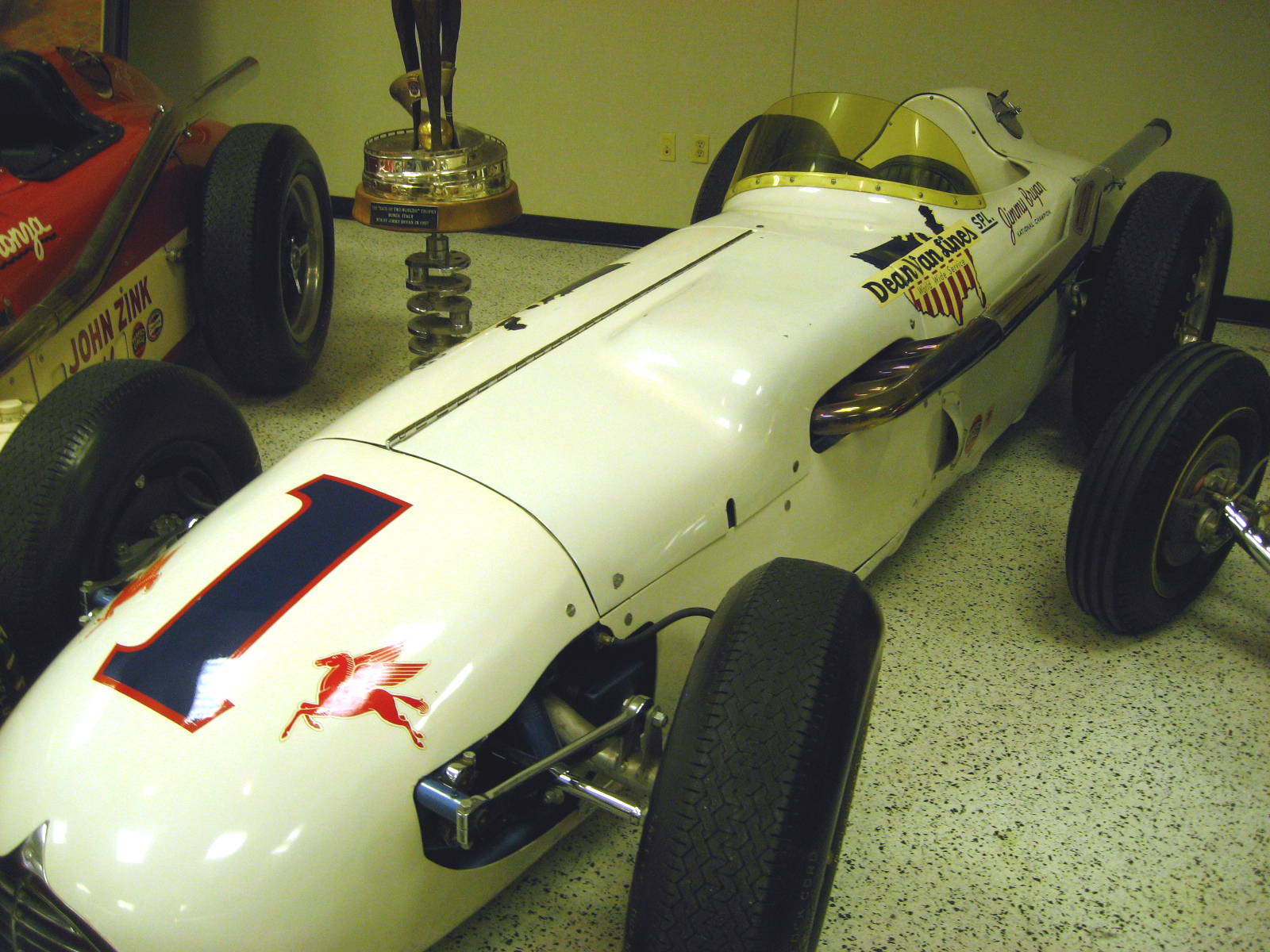
Der Kuzma-Offenhauser von Jimmy Bryan, Siegerwagen beim Rennen der zwei Welten 1957

Kuzma war ein US-amerikanischer Chassis-Hersteller im Monoposto-Rennwagenbau der 1950er- und 1960er-Jahre.

## Entwicklungsgeschichte
Kuzma war neben Kurtis Kraft und Watson einer der bekanntesten Rennwagen-Hersteller für die AAA-National-Serie in den 1950er- und frühen 1960er-Jahren. In der Regel wurden die Monoposto-Boliden von einem Offenhauser-Motor angetrieben.
In den USA war es allerdings üblich, dass die Fahrzeuge unter dem Namen der Sponsoren oder Eigentümer zu den Rennen gemeldet wurden. Troy Ruttman gewann 1952 auf einem Kuzma die 500 Meilen von Indianapolis und Jimmy Bryan 1957 auf einem Kuzma das Rennen der zwei Welten in Monza.